# Guadalajara

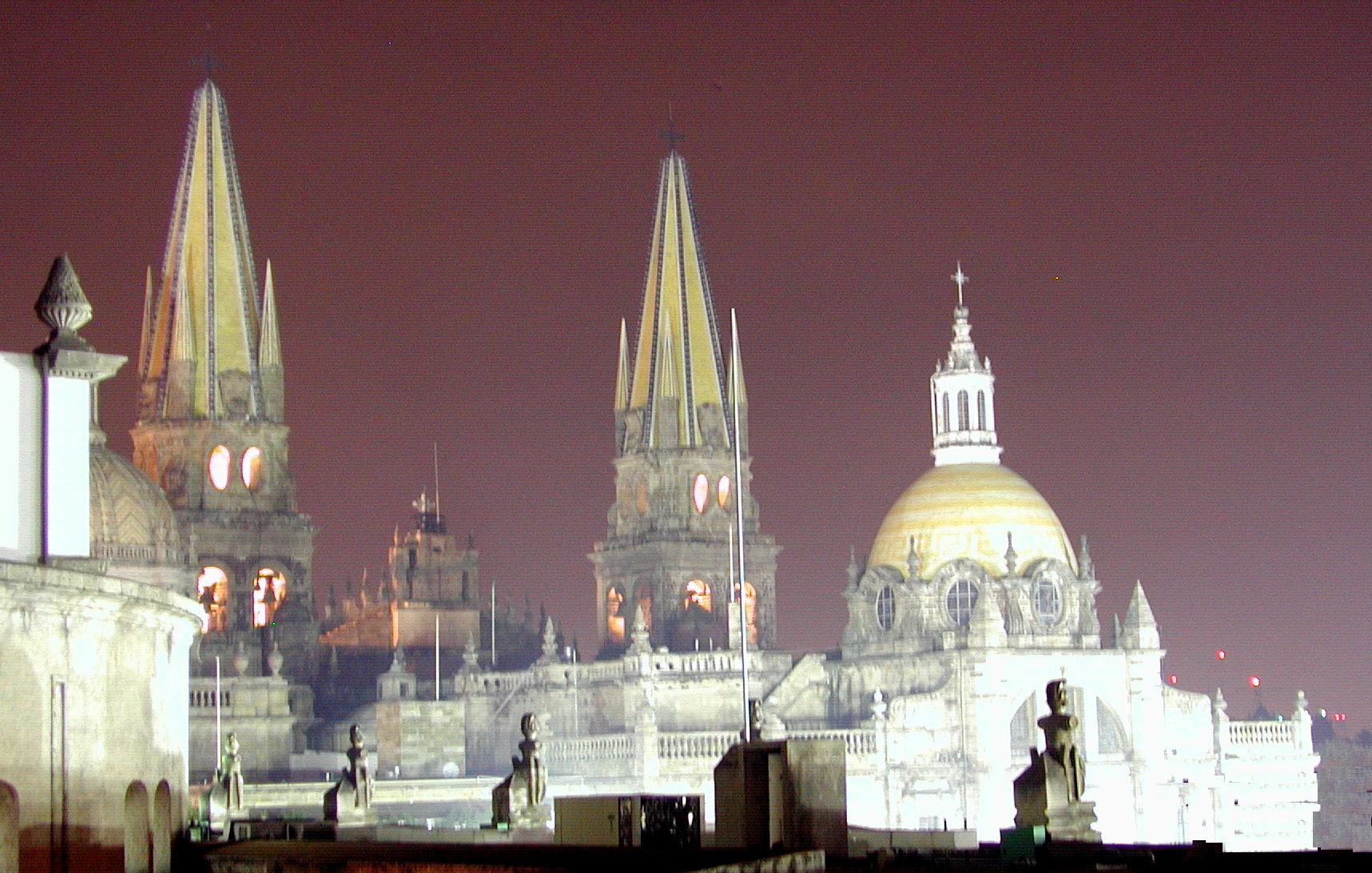
Katedra

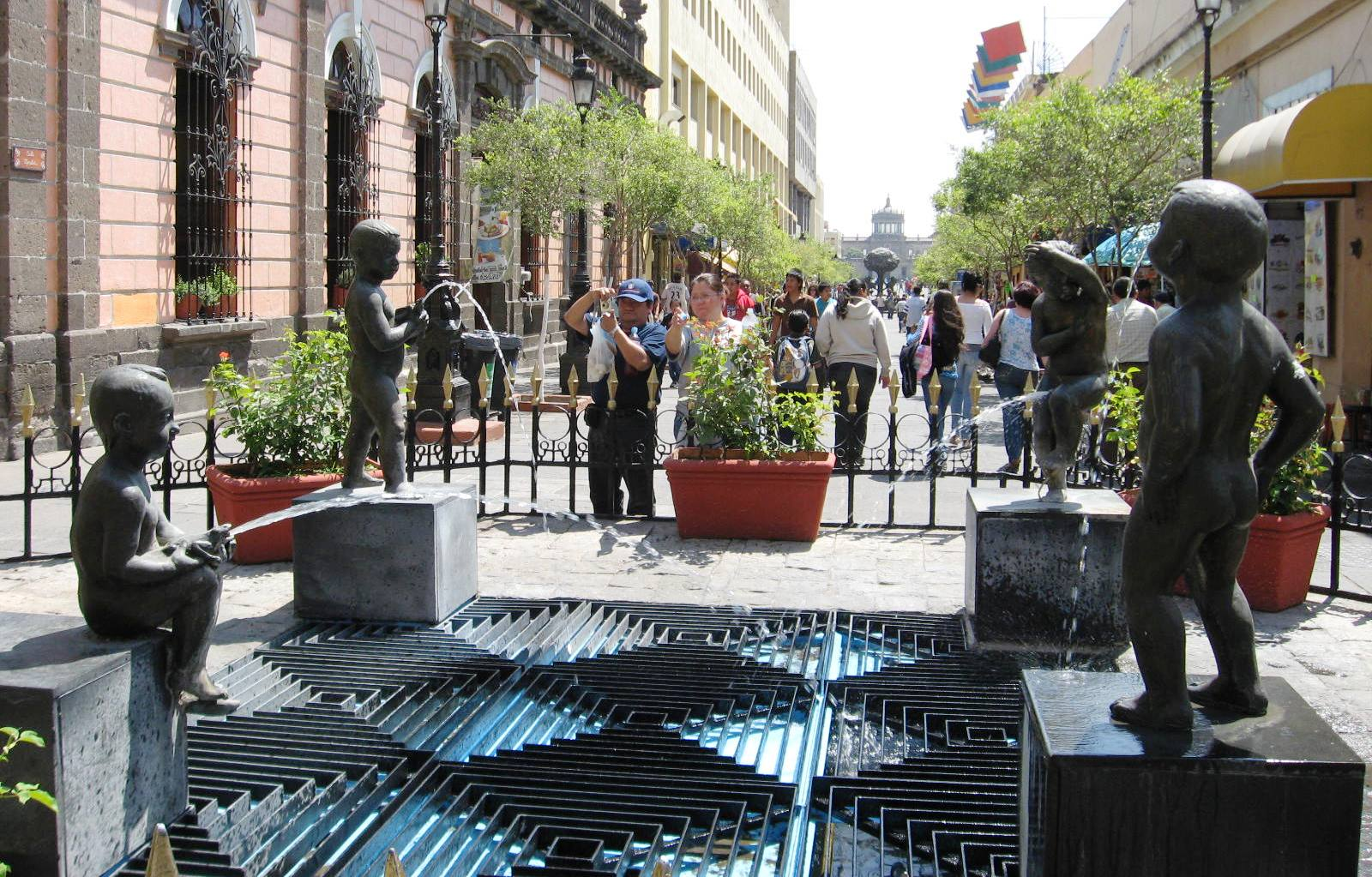
ulica Morelos ze słynną fontanną

Guadalajaraⓘ – stolica stanu Jalisco i siedziba gminy Guadalajara. Miasto położone jest w centralnym regionie Jalisco w zachodnio-pacyficznej części Meksyku. Jest drugą najbardziej zaludnioną gminą Meksyku z liczbą mieszkańców 1 564 514. Obszar miejski Guadalajary składa się z siedmiu przyległych gmin o łącznym zaludnieniu 4 328 584 (w 2009 roku) sprawiając, że Guadalajara jest tuż zaraz za Meksykiem najbardziej zaludnionym obszarem miejskim. Gmina jest drugim obszarem pod względem gęstości zaludnienia w Meksyku.

## Miasta partnerskie
- Sewilla, Hiszpania
- Wrocław, Polska
- Lansing, Stany Zjednoczone
- Portland, Stany Zjednoczone
- Albuquerque, Stany Zjednoczone
- Kansas City, Stany Zjednoczone
- San Antonio, Stany Zjednoczone
- Tucson, Stany Zjednoczone
- Kurytyba, Brazylia
- Downey, Stany Zjednoczone
- Hagåtña, Guam
- Cebu City, Filipiny
- San José, Kostaryka
- San Salvador, Salwador
- Cleveland, Stany Zjednoczone
- Tegucigalpa, Honduras
- Kingston, Jamajka
- Panama, Panama
- Arequipa, Peru
- Santo Domingo, Dominikana
- Caracas, Wenezuela
- Mediolan, Włochy
- Malabo, Gwinea Równikowa
- Kraków, Polska
- Kioto, Japonia
- Guadalajara, Hiszpania
- Alajuela, Kostaryka
- Magdalena de Kino, Meksyk
- Tijuana, Meksyk
- San Diego, Stany Zjednoczone
- Cigales, Hiszpania
- Saint Louis, Stany Zjednoczone
- Daejeon, Korea Południowa
- Xiamen, Chińska Republika Ludowa
- Oñati, Hiszpania
- Oaxaca, Meksyk
- Monterrey, Meksyk